# Bilal Gümüs
Bilal Gümüs (* 1989 in der Türkei) gilt als Islamist und führender Salafist in Deutschland. Er ist Mitorganisator von Koranverteilungskampagnen und wurde in mehreren Verfassungsschutzberichten verschiedener Landesbehörden für Verfassungsschutz namentlich erwähnt.

## Leben
Bilal Gümüs ist kurdischstämmig und wuchs „in sozial prekären Verhältnissen“ in Frankfurt-Sossenheim auf. Im Alter von 19 Jahren wurde er wegen versuchten Totschlags und diverser Raubüberfälle zu einer Freiheitsstrafe von zweieinhalb Jahren verurteilt. Im Gefängnis soll er zur salafistischen Auslegung des Islams gekommen sein.

### Salafismus
Gümüs war als „Netzwerker und Aushängeschild“ für die 2005 von Ibrahim Abou-Nagie gegründete salafistische Vereinigung Die wahre Religion (DwR) tätig. Gümüs galt bis zum Bruch mit Abou-Nagie im Jahr 2016 als dessen „rechte Hand“. In Abou-Nagies Auftrag organisierte Gümüs zunächst im Rhein-Main-Gebiet und später bundes- und europaweit die Koranverteilungskampagne Lies! Die direkte Ansprache während der Verteilaktionen galt jahrelang als ein wichtiger Rekrutierungsmechanismus der salafistischen Szene. Auch sollen die Infostände genutzt worden sein, um Interessierte zu radikalisieren und für die Terrormiliz Islamischer Staat (IS) zu werben. Mindestens 140 Menschen sollen nach Teilnahme an Lies!-Aktionen nach Syrien oder in den Irak gereist sein, um sich der Terrormiliz anzuschließen.
Unmittelbar nach dem Verbot von DwR/Lies! im November 2016 startete Gümüs zusammen mit Pierre Vogel die Verteilungskampagne We love Muhammad, bei der Biografien des islamischen Propheten verteilt werden.

### Strafverfolgung
Anfang März 2018 wurde Gümüs aufgrund eines seit Anfang Februar desselben Jahres bestehenden Haftbefehls beim Versuch der Ausreise in die Türkei am Flughafen Frankfurt Main festgenommen. Taggleich wurde er dem Haftrichter vorgeführt, der schließlich Untersuchungshaft anordnete. Der Vorwurf lautete auf Beihilfe zu einer schweren staatsgefährdenden Gewalttat. Gümüs soll im Herbst 2013 die Ausreise eines sechzehnjährigen Schülers zur Beteiligung als islamistischer Kämpfer am syrischen Bürgerkrieg organisiert haben. Der Schüler starb 2014 bei Kampfhandlungen in Syrien.
Am 9. April 2018 wurde, basierend auf der Anklage nach § 89a Strafgesetzbuch (Vorbereitung einer schweren staatsgefährdenden Gewalttat), das Strafverfahren beim Landgericht Frankfurt am Main gegen Gümüs eröffnet. Nach 20 Hauptverhandlungstagen wurde er am 7. Dezember 2018 von der 27. Strafkammer des Landgerichts Frankfurt am Main zu einer Freiheitsstrafe von drei Jahren und sechs Monaten verurteilt.
Im Januar 2020 hob das Oberlandesgericht Frankfurt am Main den Haftbefehl des Landgerichts auf und veranlasste die Entlassung von Gümüs aus der Untersuchungshaft, da das Landgericht das Verfahren nach Verkündung des Urteils nicht mit der in Haftsachen gebotenen Beschleunigung gefördert hat, sondern den Fortgang des Revisionsverfahren um einen Zeitraum von mehreren Monaten verzögert hat. Die Debatte um die Entlassung aus der Untersuchungshaft aufgrund des Formfehlers erreichte in der Woche nach der Entlassung den Hessischen Landtag und wurde als Indiz dafür rezipiert, dass die hessischen Gerichte offenbar überlastet seien.
Die Revision gegen das Urteil wurde im Januar 2020 vom Bundesgerichtshof abgelehnt, wodurch das Urteil rechtskräftig wurde. Anfang Februar 2020 trat Gümüs die Haft in der Justizvollzugsanstalt Weiterstadt an.